# Poochini
Poochini (Poochini's Yard en la versión original) es una serie animada infantil estadounidense-germano-neerlando-canadiense producido por Wild Brain y distribuido por EM.TV, fue estrenada oficialmente el año 2000 (exceptuando a Estados Unidos ya que fue estrenada el año 2002), la serie fue basado en un corto denominado "Una caricatura sobre un perro" ("A Dog Cartoon").
En Latinoamérica la serie fue emitida por Nickelodeon desde el estreno el 5 de noviembre de 2001 hasta la despedida el 30 de enero de 2005, con buena acogida por parte de la audiencia, ya que en EUA no la obtuvo para provocar un fracaso en la serie. De hecho, el canal se despidió de la serie con una mini-maratón llamada Bye Bye Poochini.

## Trama
La serie consiste en la vida de un perro llamado Poochini, que tenía una vida millonaria hasta que su dueña falleció; Poochini no pudo soportar lo ocurrido y decide escaparse, hasta que fue capturado por la perrera y adoptado por una familia de clase media, formada por Walter, su esposa Wendy y su hijo Billy.

## Personajes
- Poochini - Es un perro parlante de pelaje gris, vivía una vida de millonario hasta que su dueña fallece y termina adoptado por una familia de clase media, de vez en cuando suele criticar la vida de la familia White.

- Wendy White - La única mujer de la familia White, suele ser vegetariana y obsesiva con la limpieza.

- Billy White - El hijo de Wendy y de Walter, tiene ocho años y es pelirrojo, es un niño travieso, suele meterse frecuentemente en problemas en las cuales involucra a Poochini.

- Walter White - Él es padre de la familia, es calvo y obsesivo con el cuidado de su jardín.

- Duro y Bronco - Los extravangantes vecinos de los White, que mantienen malos hábitos. Tienen mascotas extrañas y les gusta el rock.

## Actores de voz

### Inglés
- Billy West - Poochini, Walter White, Sr. Garvey, Lockjaw.
- Dee Bradley Baker - Billy White, Bunk, Knucklehead, Snubnose.
- Maurice LaMarche - Dirt
- Leslie Carrara - Wendy White

### Español (Latinoamérica)
- Ricardo Tejedo - Poochini
- Luis Daniel Ramírez - Billy
- Martín Soto - Walter
- Rebeca Patiño - Wendy

### Español (España)
- Alberto García Escobal - Poochini
- Antonio Cancelas - Billy
- Juan Diéguez - Walter
- Carolina Vázquez - Wendy